# Michał Wiśniewski
Michał Christian Wiśniewski, född 9 september 1972, är sångare i den polska gruppen Ich Troje.